# Nietnera pundaluoya
Nietnera pundaluoya är en insektsart som beskrevs av Green 1922. Nietnera pundaluoya ingår i släktet Nietnera och familjen pärlsköldlöss.
Artens utbredningsområde är Sri Lanka. Inga underarter finns listade i Catalogue of Life.